# Patinage de vitesse aux Jeux olympiques de 2018 - 3 000 mètres femmes
Navigation
Sotchi 2014 Pékin 2022
Le 3 000 mètres féminin de patinage de vitesse aux Jeux olympiques d'hiver de 2018 a lieu le 10 février 2018 à 20 h 00 à l'Ovale de Gangneung. C'est la 16e fois que l'épreuve est disputée.

## Médaillés
| Or                             | Argent                | Bronze                        |
| Carlijn Achtereekte (Pays-Bas) | Ireen Wüst (Pays-Bas) | Antoinette de Jong (Pays-Bas) |

## Résultats
| Rang                                | Couple | Ligne | Athlète                  | Nationalité                   | Temps         | Retard    |
| ----------------------------------- | ------ | ----- | ------------------------ | ----------------------------- | ------------- | --------- |
| Médaille d'or, Jeux olympiques      | 5      | I     | Carlijn Achtereekte      | Pays-Bas                      | 3 min 59 s 21 |           |
| Médaille d'argent, Jeux olympiques  | 9      | I     | Ireen Wüst               | Pays-Bas                      | 3 min 59 s 29 | + 0 s 08  |
| Médaille de bronze, Jeux olympiques | 11     | O     | Antoinette de Jong       | Pays-Bas                      | 4 min 00 s 02 | + 0 s 81  |
| 4                                   | 12     | O     | Martina Sáblíková        | République tchèque            | 4 min 00 s 54 | + 1 s 33  |
| 5                                   | 11     | I     | Miho Takagi              | Japon                         | 4 min 01 s 35 | + 2 s 14  |
| 6                                   | 10     | I     | Ivanie Blondin           | Canada                        | 4 min 04 s 14 | + 4 s 93  |
| 7                                   | 9      | O     | Isabelle Weidemann       | Canada                        | 4 min 04 s 26 | + 5 s 05  |
| 8                                   | 3      | O     | Ayano Sato               | Japon                         | 4 min 04 s 35 | + 5 s 14  |
| 9                                   | 10     | O     | Claudia Pechstein        | Allemagne                     | 4 min 04 s 49 | + 5 s 28  |
| 10                                  | 12     | I     | Natalia Voronina         | Athlètes olympiques de Russie | 4 min 05 s 85 | + 6 s 64  |
| 11                                  | 8      | O     | Maryna Zuyeva            | Biélorussie                   | 4 min 05 s 96 | + 6 s 75  |
| 12                                  | 1      | I     | Ida Njatun               | Norvège                       | 4 min 06 s 67 | + 7 s 46  |
| 13                                  | 6      | I     | Francesca Lollobrigida   | Italie                        | 4 min 08 s 58 | + 9 s 37  |
| 14                                  | 3      | I     | Luiza Złotkowska         | Pologne                       | 4 min 09 s 69 | + 10 s 48 |
| 15                                  | 2      | O     | Nikola Zdráhalová        | République tchèque            | 4 min 11 s 36 | + 12 s 15 |
| 16                                  | 5      | O     | Karolina Bosiek          | Pologne                       | 4 min 12 s 44 | + 13 s 23 |
| 17                                  | 4      | O     | Katarzyna Bachleda-Curuś | Pologne                       | 4 min 12 s 57 | + 13 s 36 |
| 18                                  | 1      | O     | Kim Bo-reum              | Corée du Sud                  | 4 min 12 s 79 | + 13 s 58 |
| 19                                  | 8      | I     | Ayaka Kikuchi            | Japon                         | 4 min 13 s 25 | + 14 s 04 |
| 20                                  | 7      | O     | Brianne Tutt             | Canada                        | 4 min 13 s 70 | + 14 s 49 |
| 21                                  | 6      | O     | Hao Jiachen              | Chine                         | 4 min 15 s 56 | + 16 s 35 |
| 22                                  | 7      | I     | Carlijn Schoutens        | États-Unis                    | 4 min 15 s 60 | + 16 s 39 |
| 23                                  | 4      | I     | Roxanne Dufter           | Allemagne                     | 4 min 16 s 87 | + 17 s 66 |
| 24                                  | 2      | I     | Liu Jing                 | Chine                         | 4 min 20 s 95 | + 21 s 74 |